# Hygrotus marginipennis
Hygrotus marginipennis är en skalbaggsart som först beskrevs av Willis Blatchley 1912.  Hygrotus marginipennis ingår i släktet Hygrotus och familjen dykare. Inga underarter finns listade i Catalogue of Life.